# Cornereva
Cornereva – wieś w Rumunii, w okręgu Caraș-Severin, w gminie Cornereva. W 2011 roku wieś liczyła 299 mieszkańców. 